# Carnival Venezia
Die Carnival Venezia ist ein Kreuzfahrtschiff der Carnival Cruise Line. Das Schiff der Vista-Klasse mit einer Vermessung von rund 135.000 BRZ entstand bei Fincantieri in Italien und wurde 2019 fertiggestellt. Zunächst wurde das Schiff als Costa Venezia von der italienischen Reederei Costa Crociere betrieben. Seit 2023 gehört das Schiff als Carnival Venezia zur Flotte der Carnival Cruise Line.

## Geschichte

### Bau für Costa Crociere
Im März 2015 bestellte Carnival Corporation & plc fünf Schiffe für verschiedene Marken des Konzerns bei Fincantieri unter Vorbehalt, darunter auch die Costa Venezia. Im Dezember 2015 wurde die Bestellung von vier Schiffen bestätigt.
Die Costa Venezia für die Marke Costa Crociere wurde auf der Werft von Fincantieri in Monfalcone gebaut. Die Baukosten beliefen sich auf etwa 780 Mio. US-Dollar. Das Schiff wurde am 1. November 2017 unter der Baunummer 6271 auf Kiel gelegt. Das Vorschiff wurde bei VARD AS, einen Tochterunternehmen von Fincantieri, in Tulcea gebaut. Das Aufschwimmen fand am 22. Juni 2018 statt. Am 28. Februar 2019 wurde das Schiff abgeliefert. Das Schiff kam unter der Flagge Italiens mit Heimathafen Genua in Fahrt.  Am 1. März 2019 erfolgte die Taufe in Triest. Am 8. März 2019 wurde es in Triest in Dienst gestellt.
Das Schiff wurde, wie auch das Schwesterschiff Costa Firenze, speziell für den Einsatz auf dem asiatischen Markt unter der Marke Costa Asia konstruiert. Später wurde das Schiff jedoch vom asiatischen Markt abgezogen und fortan im Mittelmeer eingesetzt.

### Wechsel zur Carnival Cruise Line
Seit 2023 wird das Schiff als Carnival Venezia von der Carnival Cruise Line, ebenfalls eine Marke der Carnival Corporation, auf dem amerikanischen Markt eingesetzt und unter dem Namen Carnival Fun Italian Style vermarktet. Die Costa Firenze soll ein Jahr später[veraltet] folgen. Die Costa Venezia wurde am 22. März 2023 im spanischen Cadiz übergeben. Ab  März 2023 wurde das Schiff bei Navantia in Cadiz umgebaut und in Carnival Venezia umbenannt. Die erste Kreuzfahrt für Carnival Cruise Line begann am 29. Mai 2023 in Barcelona, seit dem 15. Juni 2023 wird das Schiff von ganzjährig New York aus eingesetzt.
Bei dem Umbau erhielt das Schiff auch die blaue Rumpfbemalung der Carnival Cruise Line. Im Gegensatz zu den übrigen Schiffen der Flotte ist diese jedoch mit einem gelben anstelle eines roten Streifen versehen, da das Schiff als Carnival Fun Italian Style vermarktet wird.

## Schwesterschiffe
Das Schiff gehört zur Vista-Klasse von 2016, die für verschiedene Marken des Carnival-Konzerns im Einsatz sind. Ein weiteres ebenfalls für den chinesischen Markt vorgesehenes Schiff der Klasse im Dienst von Costa Crociere, die Costa Firenze, entstand bei Fincantieri in Marghera und wurde im Jahr 2020 fertiggestellt.

## Ausstattung
Das Schiff ist mit 2.116 Kabinen für 4.232 Passagiere ausgestattet. Es wird mit einer Kapazität von 4.090 Passagieren vermarktet.